# 크리스토퍼 G. 케네디
크리스토퍼 조지 케네디(영어: Christopher G. Kennedy, 1963년 7월 4일 ~ )는 미국의 사업가, 정치인, 그리고 회장이다. 그는 케네디 가문의 일원인 전 미국 상원의원 로버트 F. 케네디의 아들이다. 케네디는 2009년부터 2015년까지 일리노이 대학교의 이사회 의장을 역임했다. 2012년 4월까지, 그는 또한 시카고에 기반을 둔 상업용 부동산 관리 회사인 Merchandise Mart Properties의 회장이었다.
2018년 미국 일리노이주지사 선거에서 민주당 후보로 출마했다.

## 같이 보기
- 케네디가